# Aridisol

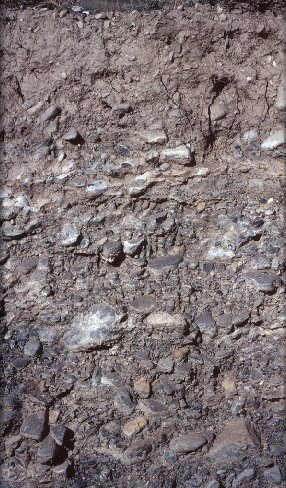
Aridisol

Als Aridisol bezeichnet man gemäß der USDA Soil Taxonomy kalkhaltige Wüsten-Böden aus den Tropen und gemäßigten Breiten, die sich in Regionen trockenen Klimas ausbilden.
Zu den Aridisolen gehören im Einzelnen:	
- Wüstenböden
- Halbwüstenböden
- Solonchake (Weißalkaliböden)
- Solonetze (Schwarzalkaliböden)
- Rohböden

Sie finden sich insbesondere im westlichen Südamerika entlang der Andenkette, in den westlichen USA landeinwärts der Rocky Mountains, in Südwestafrika und den nördlichen Küstenregionen dieses Kontinents, im Nahen Osten inklusive Arabiens und am Horn von Afrika, im Iran, in Afghanistan und großen Teilen Zentralasiens bis in die Volksrepublik China hinein sowie in Australien.
Die leicht alkalischen bis neutralen Böden besitzen gewöhnlich kein gut entwickeltes Bodenprofil, lassen aber eine schwache Horizontbildung erkennen. In größeren Tiefen enthaltenes Wasser wird durch Kapillarwirkung mitsamt den darin gelösten Salzen an die Oberfläche gezogen, wo es verdunstet; als Folge bleibt oft eine dünne Salzschicht zurück. Daneben findet man häufig auch Gips-, Lehm- oder Kalkbestandteile. Anders als bei Vertisolen, die sich in Regionen mit ausgeprägten Trocken- und Regenzeiten finden, bilden Aridisole allerdings keine tiefgehenden Bodenspalten aus.
Obwohl Aridisole durch Bewässerung zu sehr fruchtbaren Böden werden können, auf denen etwa Weizen angebaut werden kann, wachsen aufgrund des sehr niedrigen Feuchtigkeitsgehaltes normalerweise nur sehr wenige trockenheitsangepasste Pflanzen. Als Folge enthalten diese Böden nur sehr wenig organisches Material und sind durch den geringen Pflanzenbewuchs auch extrem erosionsgefährdet – erodierte Aridisole werden wieder zu unentwickelten Böden, den Entisolen.
Weltweit sind etwa 15,7 Millionen Quadratkilometer oder 12 Prozent der eisfreien Landfläche von Aridisolen bedeckt.

## Klassifikation
Man unterscheidet insgesamt 7 Unterordnungen:
- Cryid
- Salid
- Durid
- Gypsid
- Argid
- Calcid
- Cambid